# Евсеевский (Краснодарский край)
Евсе́евский — хутор в Крымском районе Краснодарского края.
Входит в состав Южного сельского поселения.

## Население
| 1999 | 2002 | 2010 |
| ---- | ---- | ---- |
| 578  | ↘558 | ↗663 |

## Улицы
| - пер. Гагарина, - ул. Гагарина, - ул. Кирова, | - ул. Крупская, - ул. Набережная, - пер. Набережный, | - ул. Пятихатка, - ул. Школьная, - пер. Школьный, |